# Ханс Унгнад
Йохан (Ханс) III Унгнад (на немски: Johann III Ungnad, Freiherr von Sonnegg; Hans III. Ungnad von Weißenwolff; * 19 ноември 1493; † 27 декември 1564, дворец Винтериц, Хомутов в Бохемия, Чехия) от род Унгнад от Каринтия, е фрайхер на Зонег, австрийски държавник, който по-късно има печатница за книги в Урах (Вюртемберг), за да помага на Реформацията. Йохан става най-известният в историята на фамилията му в Австрия и Словения.

## Живот
Той е големият син на фрайхер Йохан (Ханс) II Унгнад фон Зонег-Вайсенволф (1470 – 1520) и съпругата му Маргарета Лохнер фон Либенфелс († сл. 1516), дъщеря на Конрад Лохнер фон Либенфелс († 1482/1483) и Доротея фон Раделкофен († 1512/пр. 1524). Брат е на фрайхер Андреас Унгнад фон Зонег (1499 – 1557), женен I. за Анна Аполония Ланг фон Веленбург, ИИ. на 10 октомври 1534 г. за Йохана Бенигна фон Пернщайн († 1551) и е баща на фрайхер Давид Унгнад фон Зонег (1535 – 1600). Сестра му Поликсена Унгнад (* 1578) е омъжена за Педро Ласо де Кастила († 1558). Сестра му Елизабет графиня Шлик († 1575) живее в Бохемия. Внук е на Кристоф I Унгнад († 1481), фрайхер фон Зонег, господар на Зонег, Васерлеонбург, Граденех, Планкенварт, Видердрис, имперски съветник, капитан на Цили, и Анна Катарина фон Фраунберг цум Хааг († 1482/1498).
Йохан прекарва младежките си години в двора на император Максимилиан I. Той става най-известният в историята на фамилията му в Австрия и Словения. Става собственик на Валденщайн, Зонег, Фридрихщайн (Коцевиже) и други дворци.
През 1519 г. той представя съсловията на Каринтия в двора на Карл V в Испания. През 1521 г. сключва брачен договор с Каспар Хербст († 1522/1523), господар на Лаас и Луег, доведеният баща на фрайин Анна фон Турн-Фридрихщайн, с който се определя 1525 г. за женитбата им.
През 1522 г., с разрешение на император Карл V, е издигнат на фрайхер фон Зонег с допълнителното име „фон Вайсенволф“, според стария герб на фамилията.
През 1524 г. Йохан става хауптман на Целие (в Словения) и 1530 г. хауптман на Щирия. През 1532 г. се бие с успех против турците при Линц и 1537 г. не така успешно в Унгария. След това той има множество висши служби в двора на крал Фердинанд I (брат на Карл V) в Австрия. През 1534 г. той е главен командир на военните в Хърватия и Славония („Виндишланд“), създадени за закрила на Австрия и Унгария от турците в съседна Босна. През 1540 г. император Фердинанд I го прави главен военен хауптман в Долна Австрия и през 1542 г. е командир в битка против хиляда турски конници.
Йохан е привърженик на Мартин Лутер, става протестант и политически командир на протестантите във Вътрешна Австрия. Между него и католическия му господар Фердинанд I започват конфликти на интереси и през 1556 г. той напуска службата си. Той разделя наследството си между двамата му големи синове и отива със съпругата си и по-малките си деца в изгнание. Бяга във Вюртемберг, където може да упражнява протестантската си вяра.
Той става съветник на херцог Кристоф, който дава на Йохан през 1558 г. да ползва имението Картойзер (Мьонхшоф) в Урах при Щутгарт. Там Йохан до смъртта си превежда Новия завет на хърватски език и печати произведенията си през 1562/63 г. (на глаголица и кирилица). Йохан III Унгнад отваря със свои средства и с помощта на херцога печатница „Windische, chrabatische und cirulische Thrukerey“ („Uracher Bibelanstalt“) и печати славянските ръкописи.
Йохан умира на 27 септември 1564 г. при посещение при сестра му Елизабет графиня Шлик († 1575), която живее в Бохемия. По заповед на херцога той е погребан в Тюбинген до херцог Улрих в манастирската църква. През 1602 г. в Лайпциг се печати „Унгнадската Хроника“, в която се обясняват причините за напускането на службата му „хауптман на Щирия“.

## Фамилия
Първи брак: през 1525 г. с Анна Мария фон Турн-Фридрихщайн († пр. 1 юли 1555), дъщеря на фрайхер Георг фон Турн († 1512) и Елена Франгипани († 1523/1525). Те имат 20 сина и 4 дъщери, между тях:
- Лудвиг (1526 – 1584), главен дворцов маршал
- Карл Унгнад фон Зонег, става протестант, дипломат в Каринтия
- Юдит Елизабет фон Унгнад цу Зонег († 8 март 1572), омъжена 1548 г. във Виена за фрайхер Йохан Баптист фон Хойос цу Щихзенщайн (* 1506, Бургос, Испания; † 27 октомври 1575, Виена)
- Симеон Унгнад фон Зонег († между 14 април 1603 и май 1607), женен на 13 април 1572 г. в Заалфелд за Катарина фон Плесе (* 16 август 1533; † между 5 юли 1581 – 13 януари 1606)
- Кристоф Унгнад фон Зонег († 1585), бан на Хърватия (1578 – 1583), женен 1567 г. за Анна Лосонци († 1595)
- Хелена, умира млда

Втори брак: на 1 юни 1556 г. с Магдалена фон Барби-Мюлинген (* 22 септември 1530; † ноември 1566, Виена, погребана в Тюбинген), бивша монахиня във Верден, дъщеря на граф Волфганг I фон Барби-Мюлинген (1502 – 1565) и Агнес фон Мансфелд (1511 – 1558). Те имат два неженени сина:
- Волф(ганг) (ок. 1565 – 1594)
- Ханс Георг (ок. 1562 – 1583).